# استان ناگاساکی
استان ناگاساکی یکی از استان‌های کشور ژاپن است.
این استان در ناحیه و جزیرهٔ کیوشو واقع شده.

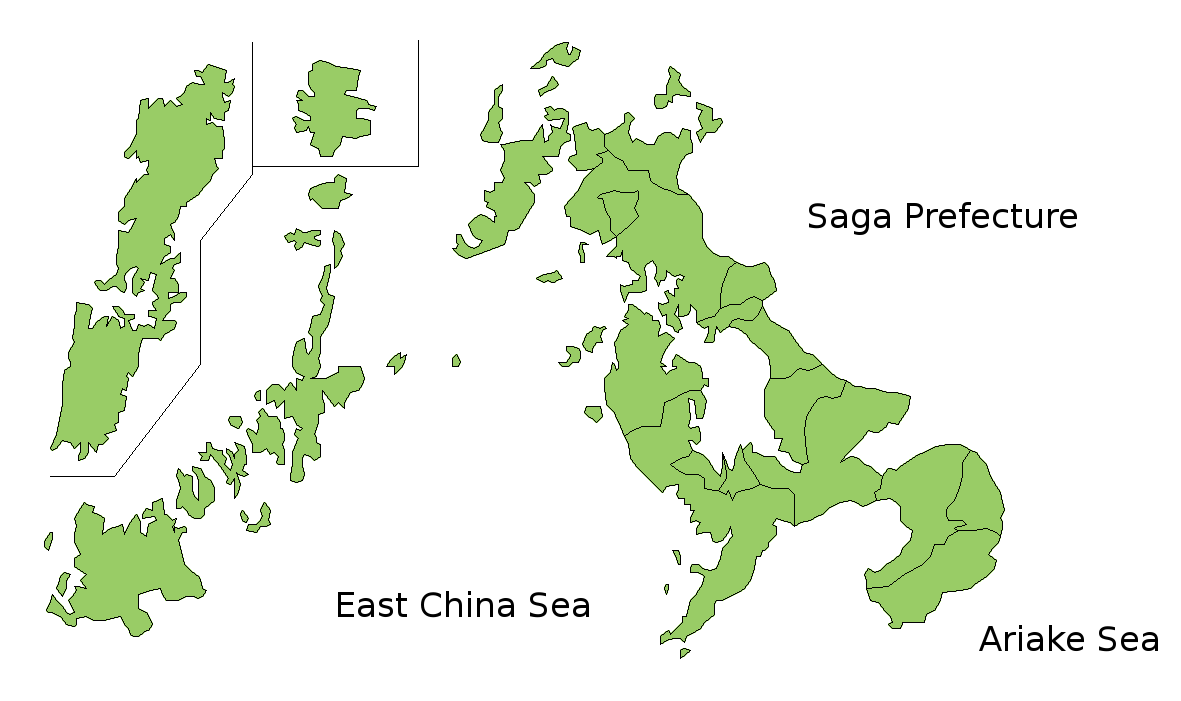

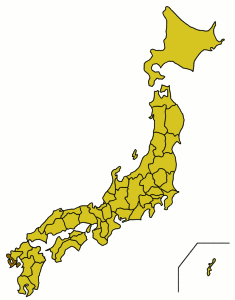
استان ناگاساکی، ژاپن.

مرکز این استان، شهر ناگاساکی است.